# Chester Himes
Pour les articles homonymes, voir Himes.
Œuvres principales
- La Reine des pommes

Chester Bomar Himes, né à Jefferson City dans le Missouri le 29 juillet 1909, et mort à Moraira en Espagne, le 12 novembre 1984, est un écrivain américain. Son œuvre aborde la condition afro-américaine.

## Biographie

### Jeunesse et formation
Chester Himes est le fils d'enseignants afro-américains, Joseph Sandy et Estelle Bomar Himes.
Après des études secondaires à la  Glenville High School (en) de Cleveland, il entre à l'université d'État de l'Ohio à Columbus. Il finance ses études  en étant liftier et barman au Wade Park Manor Hotel. 
Il tombe un jour dans une cage d'ascenseur vide et en restera légèrement handicapé : il sera obligé de porter un corset. À 19 ans, il traîne avec une bande de voyous de Cleveland, supervise une table de blackjack et revend de l'alcool clandestin. Il se voit alors condamné à 20 ans de prison pour avoir cambriolé la maison d'un riche couple de Cleveland — Samuel Miller, président de l'Independent Towel Supply, et son épouse —,, après avoir volé la voiture d'un blanc.

### Carrière littéraire
Durant son séjour carcéral, il découvre dans la bibliothèque du pénitencier la littérature (de Dashiell Hammett et de Raymond Chandler, auxquels il sera souvent comparé, mais aussi les romans de Fiodor Dostoïevski). En 1934, il publie sa première nouvelle alors qu'il est encore sous les verrous. Dès lors les textes se suivent, où il s'attache à décrire des conditions de Noirs américains pour le Cleveland Daily News. 
En 1935, sa bonne conduite lui permet d'être libéré sur parole après avoir purgé seulement sept ans de sa peine,. 
Il s'installe en Californie.
Son premier roman Qu'on lui jette la première pierre sur sa vie en prison paraît en 1945 sans connaître le succès (il y évite de préciser la couleur de peau du héros). Après avoir travaillé sur des chantiers navals en Californie tout en continuant d'écrire, il publie plusieurs livres sur la difficulté de porter la parole des Noirs sans la trahir. La croisade de Lee Gordon met en scène un jeune Noir idéaliste dans le monde syndical et politique ; cette œuvre lui met à dos des Noirs, des Blancs libéraux et les conservateurs patriotes. La Troisième Génération est une autobiographie romancée qui fâchera sa famille contre lui. 
Après un dernier roman « sérieux » (La Fin d'un primitif) sur la double contrainte dont l'épouse blanche est victime autant que le mari  noir — il y fait le portrait d'une relation destructrice qu'il a effectivement vécue —, il part pour l'Europe en 1953 et s'installe à Paris pour deux ans,. Il ne connaît qu'un succès modeste dans son pays. À Paris, il commence à être publié et il rencontre son traducteur, Yves Malartic, en 1952 (la traduction française de Lonely Crusade, La croisade de Lee Gordon, est publiée en mars 1952 aux Éditions Corréa et Cie, dans la collection « Le chemin de la vie », dirigée par Maurice Nadeau). 
En 1955, il rencontre Marcel Duhamel — fondateur de la collection Série noire aux éditions Gallimard — à la suggestion duquel il change son orientation et écrit ses premiers romans policiers,. La Reine des pommes paraît en 1958 et obtient le grand prix de littérature policière. Y apparaissent pour la première fois les deux fameux inspecteurs de police de Harlem, Coffin Ed Johnson (Ed Cercueil Johnson en français) et Grave Digger Jones (Fossoyeur Jones). Deux policiers Noirs désabusés de Harlem, qui débusquent la crapulerie et dénoncent la violence tout en y recourant. Tout en se conformant aux règles du roman noir, il dénonce avec ironie la violence qui entoure et condamne les Noirs, lesquels la perpétuent.
Ses derniers romans, violents et à nouveau plus politiques, seront appréciés des Black Panthers (Le Plan B). Il écrit plus tard, Regrets sans repentir, ses mémoires en deux tomes.

### Vie privée

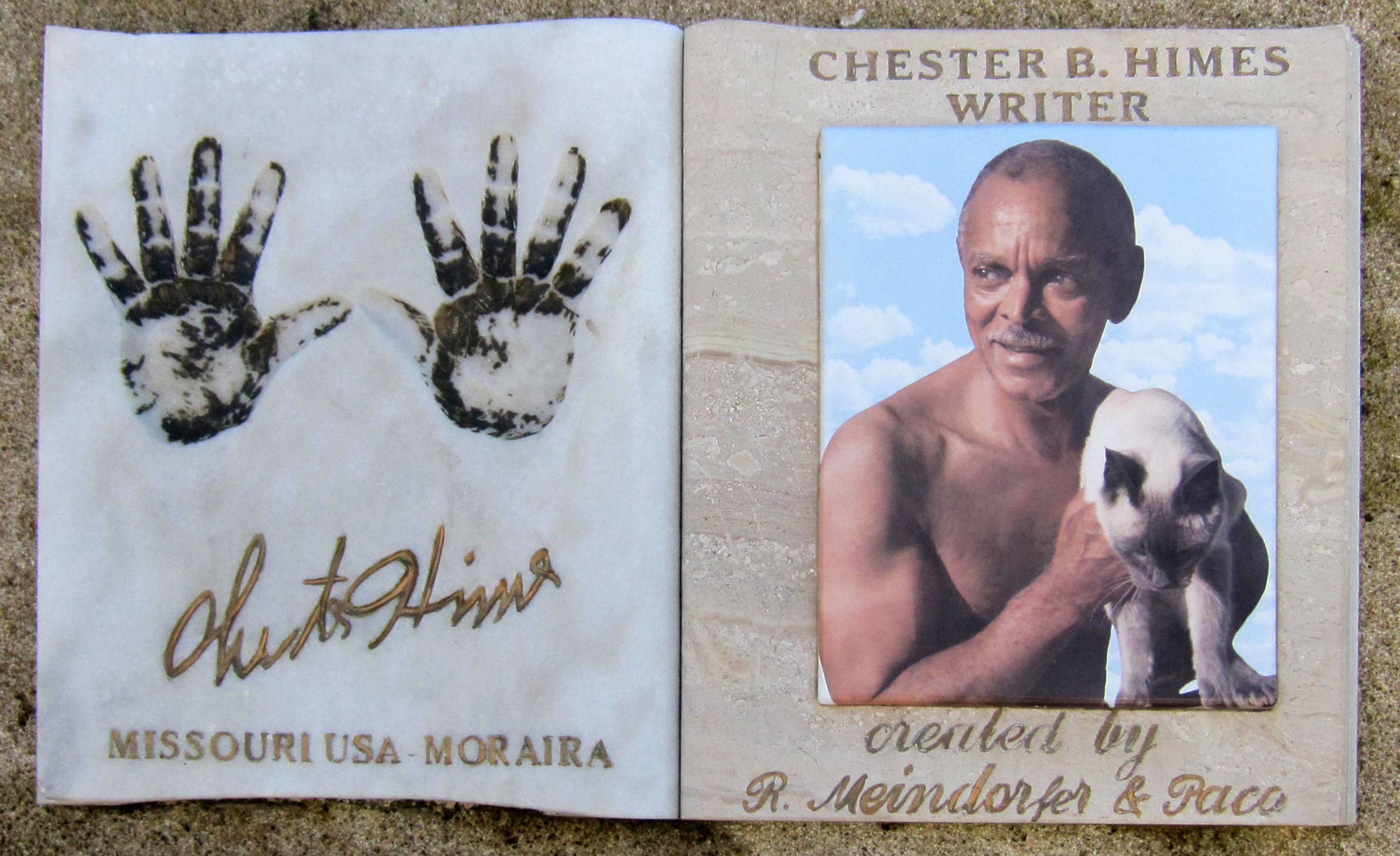
Détail du mémorial de Moraira.

Chester Himes s'installe en Espagne à partir de 1969 à Moraira dans la province d'Alicante (Costa Blanca), où il meurt en 1984 à l'âge de 75 ans. 
Il repose au cimetière de Benissa, à proximité de Valence, aux côtés de son épouse Lesley Himes.
Sa seconde épouse, Lesley Himes, est morte en 2010 à 82 ans.

## Thèmes de l'œuvre
Ses écrits, dont quelque soixante-dix nouvelles, dénoncent avec constance la condition des Noirs et le racisme, mais développent également un regard très critique sur le regard que la communauté noire pose sur elle-même et sur sa propension à se réfugier dans la croyance religieuse aveugle ou dans la voie de l'illégalité.

## Œuvre

### Romans

#### SérieEd Cercueil et Fossoyeur Jones
Les romans de cette série sont souvent parus en traduction française avant leur publication en langue originale anglaise.
1. For Love of Imabelle ou The Five Cornered Square (1957) ou A Rage in Harlem (1964) Publié en français sous le titre La Reine des pommes, traduction de Minnie Danzas, Paris, Gallimard, Série noire no 419, 1958 ; réédition, Paris, Gallimard, La Poche noire no 8, 1967 ; réédition, Paris, Gallimard, Carré noir no 63, 1972 ; réédition, Paris, Gallimard, Folio no 1853, 1987 ; réédition, Paris, Gallimard, Bibliothèque noire, 1989 ; réédition, Paris, Gallimard, Folio policier no 66, 1999 ; réédition dans une traduction entièrement révisée par C. Jase dans Cercueil et Fossoyeur. Le Cycle de Harlem, Paris, Gallimard, coll. Quarto, 2007 Grand prix de littérature policière 1958
2. The Real Cool Killers ou If Trouble Was Money (1959) Publié en français sous le titre Il pleut des coups durs, traduction de Chantal Wourgaft, Paris, Gallimard, Série noire no 446, 1958 ; réédition, Paris, Gallimard, La Poche noire no 21, 1967 ; réédition, Paris, Gallimard, Carré noir no 123, 1973 ; réédition, Paris, Gallimard, Folio no 1923, 1988 ; réédition, Paris, Gallimard, Bibliothèque noire, 1989 ; réédition, Paris, Folio policier no 283, 2003 ; réédition dans une traduction entièrement révisée par C. Jase dans Cercueil et Fossoyeur. Le Cycle de Harlem, Paris, Gallimard, coll. Quarto, 2007
3. The Crazy Kill ou A Jealous Man Can't Win (1959) Publié en français sous le titre Couché dans le pain, traduction de Jeanne Hérisson et Henri Robillot, Paris, Gallimard, Série noire no 522, 1959 ; réédition, Paris, Gallimard, La Poche noire no 30, 1968 ; réédition, Paris, Gallimard, Carré noir no 137, 1973 ; réédition, Paris, Gallimard, Folio no 1814, 1987 ; réédition, Paris, Gallimard, Bibliothèque noire, 1989 ; réédition, Paris, Gallimard, Folio policier no 245, 2002 ; réédition dans une traduction entièrement révisée par C. Jase dans Cercueil et Fossoyeur. Le Cycle de Harlem, Paris, Gallimard, coll. Quarto, 2007
4. The Big Gold Dream (1960) Publié en français sous le titre Tout pour plaire, traduction de Yves Malartic, Paris, Gallimard, Série noire no 511, 1959 ; réédition, Paris, Gallimard, La Poche noire no 42, 1968 ; réédition, Paris, Gallimard, Carré noir no 311, 1979 ; réédition, Paris, Gallimard, Folio no 1890, 1987 ; réédition, Paris, Gallimard, Folio policier no 72, 1999 ; réédition dans une traduction entièrement révisée par C. Jase dans Cercueil et Fossoyeur. Le Cycle de Harlem, Paris, Gallimard, coll. Quarto, 2007
5. All Shot Up ou Don't Play with Death (1960) Publié en français sous le titre Imbroglio Negro, traduction de Jeanne Fillion, Paris, Gallimard, Série noire no 601, 1960 ; réédition, Paris, Gallimard, La Poche noire no 143, 1971 ; réédition, Paris, Gallimard, Carré noir no 306, 1979 ; réédition, Paris, Gallimard, Folio no 1803, 1987 ; réédition, Paris, Gallimard, Folio policier no 19, 1998 ; réédition dans une traduction entièrement révisée par C. Jase dans Cercueil et Fossoyeur. Le Cycle de Harlem, Paris, Gallimard, coll. Quarto, 2007
6. The Heat's On ou Be Calm (1966) ou Come Back, Charleston Blue (1972) Publié en français sous le titre Ne nous énervons pas !, traduction de Jeanne Fillion, Paris, Gallimard, Série noire no 640, 1961 ; réédition, Paris, Gallimard, a Poche noire no 117, 1970 ; réédition, Paris, Gallimard, Carré noir no 325, 1979 ; réédition, Paris, Gallimard, Folio no 1827, 1987 ; réédition, Paris, Gallimard, Folio policier no 39, 1998 ; réédition dans une traduction entièrement révisée par C. Jase dans Cercueil et Fossoyeur. Le Cycle de Harlem, Paris, Gallimard, coll. Quarto, 2007
7. Cotton Comes to Harlem (1965) Publié en français sous le titre Retour en Afrique, traduction de Pierre Sergent, Paris, Plon, 1964 ; réédition, Paris, 10/18, coll. Domaine étranger no 1588, 1983 ; réédition, Paris, Gallimard, Série noire no 2688, 2003 ; réédition, Paris, Gallimard, Folio policier no 1046, 2025 ; réédition dans une traduction entièrement révisée par C. Jase dans Cercueil et Fossoyeur. Le Cycle de Harlem, Paris, Gallimard, coll. Quarto, 2007 Publié en français dans une autre traduction sous le titre Le Casse de l'oncle Tom, Paris, Famot, coll. Les Grands Maîtres du roman policier, 1974
8. Blind Man with a Pistol (1969) Publié en français sous le titre L'Aveugle au pistolet, traduction de Henri Robillot, Paris, Gallimard, 1970 ; réédition, Paris, Gallimard, Folio no 150, 1972 ; réimpression dans Folio au no 818, 1976 ; réédition, Paris, Gallimard, Folio policier no 105, 1999  ; réédition dans une traduction entièrement révisée par C. Jase dans Cercueil et Fossoyeur. Le Cycle de Harlem, Paris, Gallimard, coll. Quarto, 2007
9. Plan B (1983) - roman inachevé Publié en français sous le titre Plan B, Paris, Éditions Lieu Commun, 1983 ; réédition, Paris, Seuil, Point/Roman no 179, 1985

#### Autres romans
- If He Hollers, Let Him Go (1945) Publié en français sous le titre S'il braille, lâche-le…, Paris, Albin Michel, 1948 ; réédition, Paris, Gallimard, 1972 ; réédition, Paris, Gallimard, Folio no 1618, 1984
- Lonely Crusade (1947) Publié en français sous le titre La Croisade de Lee Gordon (1952), Paris, Corrêa, 1952 ; réédition, Paris, Le Livre de poche no 3208, 1971 ; réédition, Paris, 10/18, coll. Domaine étranger no 1639, 1975 Publié en français dans une nouvelle traduction sous le titre La Croisade solitaire, Paris, Gallimard, coll. La Noire, 2003
- Cast the First Stone ou Yesterday Will Make You Cry (1952) Publié en français sous le titre Qu'on lui jette la première pierre, Paris, Guénaud, 1978 ; réédition, Paris, France-Loisirs, 1979 ; réédition, Paris, Rivages/Noir no 88, 1990 Publié en français dans une autre traduction sous le titre Hier te fera pleurer, Paris, Gallimard, coll. La Noire, 2002
- The Third Generation (1954) Publié en français sous le titre La Troisième génération, Paris, Plon, Collection feux croisés, 1957 ; réédition, Paris, Gallimard, Folio no 1748, 1986
- The Primitive (1955) Publié en français sous le titre La Fin d'un primitif, Paris, Gallimard, 1956 ; réédition, Paris, Gallimard, Folio no 718, 1976
- Pinktoes (1961) Publié en français sous le titre Mamie Mason ou un exercice de la bonne volonté, Paris, Plon, 1962 Publié en français dans une autre traduction sous le titre Mamie Mason, Paris, 10/18, coll. Domaine étranger no 1587, 1983 ; réédition, Paris, Gallimard, Folio no 3067, 1998
- Run Man Run (1966) Publié en français sous le titre Dare-Dare, Paris, Gallimard, Série noire no 492, 1959 ; réédition, Paris, Gallimard, La Poche noire no 83, 1969 ; réédition, Paris, Gallimard, Carré noir no 319, 1979 ; réédition, Paris, Gallimard, Folio no 2004, 1988 ; réédition, Paris, Gallimard, Folio policier no 351, 2004
- A Case of Rape (1980) Publié en français sous le titre Une affaire de viol, Paris, Éditions Les Yeux ouverts, 1963 Publié en français dans une nouvelle traduction sous le titre Affaire de viol : roman, Paris, Éditions des Autres, 1978 ; réédition sous le titre Une affaire de viol, Marseille, A. Dimanche, coll. Rive noire, 1999
- The Lunatic Fringe (1988) Publié en français sous le titre Un joli coup de lune, Paris, Lieu Commun, 1988 ; réédition, Paris, Seuil, Point/Roman no 363, 1989

### Recueils de nouvelles
- Black on Black : Baby Sister et Selected Writings (1973)  Publié en français sous le titre Black on black, traduction Yvonne et Maurice Cullaz, Paris, Éditions des autres , 1979 Publié en français sous le titre Noir sur noir, Paris, 10/18, coll. Domaine étranger no 1648, 1984 Publié en français sous le titre Baby Sister, Paris, Éditions de L'Instant, coll. L'Instant noir, 1987
- Le Manteau de rêve (1982) - anthologie de nouvelles parue uniquement en français, Paris, Lieu Commun, 1982 ; réédition, Paris, 10/18, coll. Domaine étranger no 1845, 1987
- Faut être nègre pour faire ça (1986) - anthologie de nouvelles parue uniquement en français, Paris, Lieu Commun, 1986 ; réédition, Paris, 10/18, coll. Domaine étranger no 1956, 1988
- Collected Stories 1933-1977 (1991) Publié en français sous les titres Une messe en prison (Nouvelles I) et Le Paradis des côtes de porc (Nouvelles II), Paris, Gallimard, coll. La Noire, 1997 ; réédition de la même traduction de la nouvelle Prison Mass sous le titre Une messe en prison, Paris, Éditions Mille et une Nuits, Petite collection no 159, 1997 ; réédition d'un choix de quatre nouvelles de la même traduction sous le titre Le Fantôme de Rufus Jones et autres nouvelles, Paris Gallimard, Folio 2 euros no 4102, 2004

### Autobiographie
- The Quality of Hurt et My Life of Absurdity. The Autobiography of Chester Himes, vol. 1 and 2 (1971/1976) Publié en français sous le titre Regrets sans repentir, Paris, Gallimard, 1979 ; réédition, Paris, Gallimard, Folio no 2921, 1997

## Adaptations
La Reine des pommes a été repris en bande dessinée par Wolinski au début de sa carrière. Le roman a été également porté à l'écran en 1991 par Bill Duke sous le titre A Rage in Harlem.
Deux autres films ont été réalisés à partir du cycle sur Harlem, avec les deux policiers Ed Cercueil et Fossoyeur Jones :
- 1970 : Le Casse de l'oncle Tom (Cotton Comes to Harlem)[15], film américain réalisé par Ossie Davis
- 1972 : Come Back, Charleston Blue (en)[16], film américain réalisé par Marc Warren (en)

## Prix et nominations

### Prix
- Grand prix de littérature policière 1958 pour La Reine des pommes[17]

### Nominations
- Gold Dagger Award 1967 pour Run Man Run[18]
- Prix Edgar-Allan-Poe 1970 du meilleur roman pour Blind Man with a Pistol[19]

### Sources
- Claude Mesplède (dir.), Dictionnaire des littératures policières, vol. 1 : A - I, Nantes, Joseph K, coll. « Temps noir », 2007, 1054 p. (ISBN 978-2-910686-44-4, OCLC 315873251), p. 971-972.
- Claude Mesplède, Les années "Série noire" : bibliographie critique d'une collection policière, vol. 1 : 1945-1959, Amiens, Editions Encrage, coll. « Travaux » (no 13), 1992 (ISBN 978-2-906389-34-2).
- Claude Mesplède, Les années "Série noire" : bibliographie critique d'une collection policière, vol. 2 : 1959-1966, Amiens, Editions Encrage, coll. « Travaux » (no 17), 1993 (ISBN 978-2-906389-43-4).
- Claude Mesplède, Les années "Série noire" : bibliographie critique d'une collection policière, vol. 3 : 1966-1972, Amiens, Editions Encrage, coll. « Travaux / 22 », 1994 (ISBN 978-2-906389-53-3).
- Claude Mesplède et Jean-Jacques Schleret, SN, voyage au bout de la Noire : inventaire de 732 auteurs et de leurs œuvres publiés en séries Noire et Blème : suivi d'une filmographie complète, Paris, Futuropolis, 1982, 476 p. (OCLC 11972030), p. 187-190.
- Sylvie Escande, Chester Himes, l'unique, Paris, l'Harmattan, coll. « Sang maudit », 2013, 197 p. (ISBN 978-2-343-01530-9, lire en ligne).